# Lustpalast

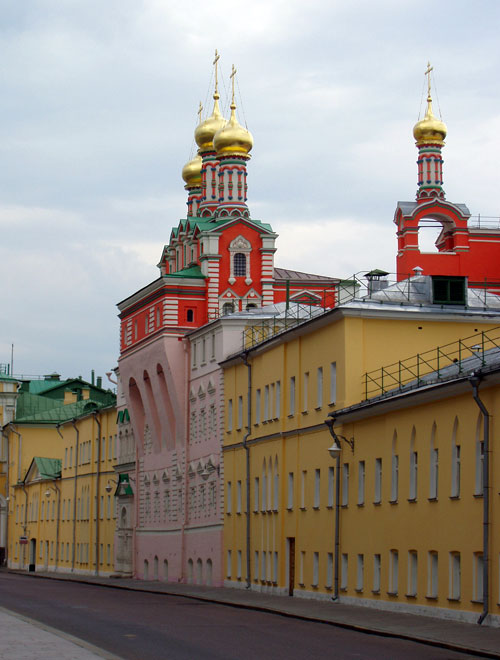
Lustpalast

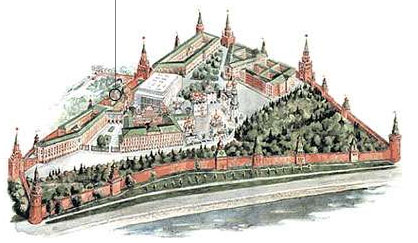
Lage im Kreml

Der Lust- oder Belustigungspalast (russisch Потешный дворец, Poteschny dworez) ist ein kleiner Palast in Moskau auf dem Territorium des Moskauer Kremls. Das relativ unscheinbare Gebäude aus der Mitte des 17. Jahrhunderts ist heute teilweise überbaut und diente ursprünglich als eine für frühneuzeitliches Russland typische Bojaren-Wohnresidenz.
Der Palast steht unmittelbar am westlichen Abschnitt der Kremlmauer sowie in unmittelbarer Nähe des Dreifaltigkeitsturms der Kremlmauer und des Staatlichen Kremlpalastes. Beim Betreten des Kremls über den Eingang im Dreifaltigkeitsturm ist die Ostfassade des Lustpalastes rechter Hand zu sehen.

## Geschichte
1651–52 ließ ein Kleinadliger namens Ilja Miloslawski, der aufgrund der Heirat seiner Tochter Maria mit dem damaligen Zaren Alexei Michailowitsch zum Bojaren erhoben wurde und aus diesem Grund nunmehr im Kreml residieren durfte, für sich dort ein Wohngebäude errichten. Dieses wurde in einem für die damalige Zeit für Bojarenpaläste sehr typischen Stil erbaut, in dem auch der nahe Terem-Palast – damals Zarenresidenz – ausgeführt wurde. Neben dem eigentlichen Wohnpalast ließ Miloslawski an dessen Dach die kleine Hauskirche zur Huldigung der Gottesmutter (Церковь Похвалы Богородицы) bauen. Die Hauptfassade des Palastes war damals an der zur Kremlmauer hin gewandten Seite, und von der Südseite her wurde zusätzlich ein reichlich stilisiertes Eingangstor erbaut, das wegen seiner Löwenkopfornamente die Bezeichnung Löwentor (Львиные ворота) erhielt.
Als der Palast nach dem Tod Miloslawskis im Jahre 1668 an den Staat überging, ließ der immer noch regierende Alexei Michailowitsch das Gebäude umbauen, in dem von nun an – erstmals im Kreml – Theatervorstellungen für die Bojaren und den Zaren samt Familie veranstaltet werden sollten. Hiervon stammt auch der seit jener Zeit geläufige Name des Palastes ab: das Wort poteschny ist von potecha abgeleitet, das wiederum so viel wie „Unterhaltung“ oder „Belustigung“ bedeutet. Insofern war der Lustpalast unter Zar Alexei von seiner Zwecksetzung her in der Tat mit einem europäischen Lustschloss vergleichbar. Der Umbau des Palastes als Lustpalast wurde im Jahre 1674 abgeschlossen. Seitdem wurden auf seiner Bühne vorwiegend Komödien, aber auch – damals ebenfalls ein Novum – Ballettvorstellungen aufgeführt.

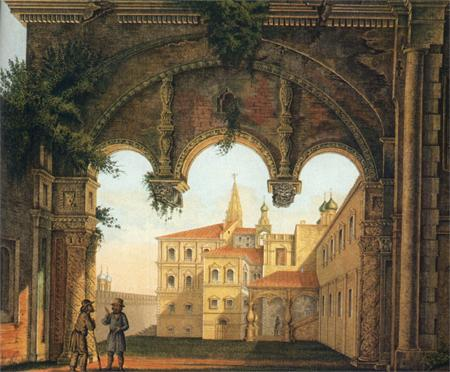
Löwentor und Lustpalast, 19. Jahrhundert

Unter Alexeis Nachfolger Fjodor Alexejewitsch wurde der Lustpalast nochmals umgebaut und diente eine Zeit lang als Wohnresidenz für seine Gattin und deren Schwestern. Im 18. Jahrhundert wechselte die Nutzung des Gebäudes mehrfach; so befand sich dort unter anderem ein Archiv sowie in den 1760er-Jahren die Wohnung des Architekten Wassili Baschenow, als dieser den später verworfenen Neubau des Zarenpalastes im Kreml vorbereitete. Die alte Bezeichnung Lustpalast behielt das Gebäude dennoch.
Im Laufe des 19. Jahrhunderts diente der Lustpalast längere Zeit als Residenz des Kreml-Kommandanten und wurde in dieser Zeit, genauer im Jahre 1875, wieder einem Umbau unterzogen, bei dem das alte Löwentor zerstört wurde. Zudem wurden an die beiden Seitenfassaden des Palastes mehrere schlichte zwei- bis dreistöckige Wohnhäuser angebaut, die teilweise noch bis heute erhalten sind. Im 19. und frühen 20. Jahrhundert waren vorwiegend Bedienstete der Moskauer Zarenresidenz in diesen Häusern wohnhaft. Einer von ihnen war der deutschstämmige Arzt Andrei Bers, dessen Tochter Sofia 1862 der Schriftsteller Leo Tolstoi heiratete. Die Trauungszeremonie lief in einer der Hauskirchen des nahe gelegenen Terem-Palastes ab. In den 1920er-Jahren, kurz nach der Oktoberrevolution, dienten die Anbauten des Lustpalastes hohen Staatsmännern vorübergehend als Wohnsitz. Unter ihnen war auch Josef Stalin mit seiner Frau Nadeschda Allilujewa, die genau hier im Jahre 1932 auch Selbstmord beging. Kurz darauf zog Stalin in eine andere Dienstwohnung, die für ihn im Senatspalast des Kremls eingerichtet wurde.
Später gingen sowohl der Lustpalast als auch die Anbauten wieder an die Kreml-Kommandantur über, in deren Besitz sie sich bis heute befinden. Aus diesem Grund ist die kleine Durchfahrtsstraße, an der sich der Palast befindet, für Touristen als Sicherheitszone gesperrt, so dass der Palast nur von außen und aus etwa 100 Meter Entfernung betrachtet werden kann.

## Architektur
Der Lustpalast wurde zuletzt in den 2000er-Jahren restauriert und stellt heute die einzige noch erhaltene ehemalige Bojarenresidenz im Moskauer Kreml dar. Insgesamt weist die Architektur des Palastes Gemeinsamkeiten mit dem ungefähr zur gleichen Zeit errichteten Terem-Palast auf. So ähnelt die giebelförmige Dachkonstruktion den für das damalige Moskau häufigen Bojaren-„Terems“, allerdings kommt sie beim Lustpalast aufgrund der Anbauten und der Kuppeln der Hauskirche nicht so sichtbar zum Vorschein wie es beim Terem-Palast der Fall ist. Die mit weißem Kalkstein verkleideten Fassaden weisen reichhaltige Schnitzornamente an den Fenstereinfassungen auf, was ebenfalls als typisch für eine altmoskauer Bojarenresidenz angesehen werden kann.
Besonders auffallend an der zum Kreml hin gewandten Südfassade des Gebäudes sind die vier Konsolen im oberen Fassadenteil, die als Stützen für den etwas nach außen hinausragenden Altarraum der Hauskirche dienen. Diese Kirche, die den Palast oben abschließt, ist durch ihre drei Zwiebeltürme sowie einen kleinen Glockenturm von unten gut sichtbar. Auch sie wurde in jüngster Zeit möglichst originalgetreu restauriert.